# ティナカラン
ティナカラン（タミル語: தினகரன்）とは、スリランカの日刊新聞であり、スリランカの公用語であるタミル語が用いられている。レイクハウスから発行され、同社から発行される姉妹紙にはサンデー・オブザーバー、シルミナ、ディナミナ、デイリー・ニュースがある。発行部数は50,000部で、日曜版のティナカラン・ヴァラマンジャリは70,000部が発行されている。